# アイザック・サクセス
アイザック・サクセス・アジャィ（Isaac Success Ajayi, 1996年1月7日 - ）は、ナイジェリア・ベニンシティ出身のサッカー選手。ポジションはフォワード。

## 経歴

### 初期経歴
地元のサッカークラブBJファウンデーション・アカデミーに所属していた。2013年11月、ウディネーゼとの間で18歳となる2014年1月からの5年間契約を結んだ。その後、スペインの労働許可証を取得し、ウチェ・アグボと共にグラナダへローン移籍することになった。

### グラナダ
グラナダBでプロデビューを果たし、主力として着実にキャリアを重ねていった。トップチームに昇格すると、2014年8月31日のエルチェCF戦にて、先発で起用されグラナダでのデビューを果たす。
2014年12月7日のバレンシアCF戦にて、グラナダでの初ゴールを記録する。2015年8月7日にはグラナダとの契約を2019年まで延長した。

2015-16シーズン、チームは例年通り残留争いに巻き込まれたが、その中でも自身は、年間を通して安定したパフォーマンスを発揮し、チームの残留に貢献。チームの年間最優秀選手に選ばれた。

### ワトフォード
2016年7月1日、イングランド・プレミアリーグのワトフォードFCへ移籍した。移籍金はクラブ新記録となる1250万ポンド。怪我によりデビューが遅れていたが、2016年8月27日、リーグ戦、第３節のアーセナル戦にて、77分に交代投入され、デビューを果たす。
2016年10月1日、プレミアリーグ第7節のAFCボーンマス戦では、ホセ・ホレバスのクロスから、ヘディングでゴールを奪い、ワトフォードでの初ゴールを記録した。
17-18シーズンの前半戦は、わずか１試合の出場にとどまり、1月の最終日にマラガCFへのローン移籍が決定。残りのシーズンをマラガで過ごした。　

### ウディネーゼに復帰
2021年8月26日、ウディネーゼと契約した。

## 代表経歴
ナイジェリアの世代別の代表としてU17、U20でのワールドカップに出場した。2016年10月9日の2018 FIFAワールドカップ・アフリカ3次予選、ザンビア戦に向けて、A代表に初招集された。2017年3月23日のセネガル代表との親善試合で61分に交代投入され、フル代表デビュー。

## 個人成績

### クラブでの成績
2017年5月21日現在　出典：soccerway.com
| クラブ       | シーズン | リーグ戦       | リーグ戦 | リーグ戦 | カップ戦 | カップ戦 | リーグ杯 | リーグ杯 | その他 | その他 | 合計 | 合計 |
| クラブ       | シーズン | リーグ         | 試合     | 得点     | 試合     | 得点     | 試合     | 得点     | 出場   | 得点   | 出場 | 得点 |
| ------------ | -------- | -------------- | -------- | -------- | -------- | -------- | -------- | -------- | ------ | ------ | ---- | ---- |
| グラナダB    | 2013-14  | セグンダB      | 5        | 3        | -        | -        | -        | -        | -      | -      | 5    | 3    |
| グラナダB    | 2014-15  | セグンダB      | 15       | 6        | -        | -        | -        | -        | -      | -      | 15   | 6    |
| グラナダB    | 合計     | 合計           | 20       | 9        | -        | -        | -        | -        | -      | -      | 20   | 9    |
| グラナダ     | 2014-15  | プリメーラ     | 19       | 1        | 4        | 0        | -        | -        | -      | -      | 23   | 1    |
| グラナダ     | 2015-16  | プリメーラ     | 30       | 6        | 3        | 0        | -        | -        | -      | -      | 33   | 6    |
| グラナダ     | 合計     | 合計           | 49       | 7        | 7        | 0        | -        | -        | -      | -      | 56   | 7    |
| ワトフォード | 2016-17  | プレミアリーグ | 19       | 1        | 0        | 0        | 0        | 0        | -      | -      | 19   | 1    |
| ワトフォード | 2017-18  | プレミアリーグ | 0        | 0        | 0        | 0        | 1        | 0        | -      | -      | 1    | 0    |
| ワトフォード | 合計     | 合計           | 20       | 1        | 0        | 0        | 1        | 0        | -      | -      | 20   | 1    |
| マラガ(loan) | 2017-18  | プリメーラ     | 9        | 0        | 0        | 0        | -        | -        | -      | -      | 9    | 0    |
| 合計         | 合計     | 合計           | 97       | 17       | 7        | 0        | 1        | 0        | -      | -      | 105  | 17   |

## タイトル

### 代表
ナイジェイアU17
- 2013 FIFA U-17ワールドカップ

### 個人
- グラナダCF 年間最優秀選手[4]：2015-16